# Rhinolophus montanus
Rhinolophus montanus là một loài động vật có vú trong họ Dơi lá mũi, bộ Dơi. Loài này được Goodwin mô tả năm 1979.